# Тони Силва
Тони Брито Силва Са е португалски футболист, играе на постовете Атакуващ полузащитник / Ляво/дясно крило.

## Кариера
Юноша на португалския клуб Реал Спорт Клуб от 2006 до 2007. През 2007 преминава в школата на Бенфика Португалия. През 2009 е забелязан от английския Челси, но по-късно Челси се отказват да му предложат договор и това прави Ливърпул Англия. Играе за формацията на Ливърпул под 18 години в продължение на три години. Въпреки че му е даден шанс, не успява да пробие в първия отбор през сезон 2011/2012. Преминава в отбора на Нортхямптън Англия под наем на 14 февруари 2012, като прави дебюта си в същия ден срещу Уимбълдън. На 22 февруари 2012, договорът му за преотстъпване на Нортхямптън е удължен до края на сезон 2011/12. На 23 юли 2012 преминава със свободен трансфер в тима на Барнзли Англия, подписвайки двугодишен договор. В навечерието на старта на сезона обаче получава контузия по време на приятелският мач срещу Донкастър Роувърс, което го вади от състава в продължение на три месеца. След четири месеца лечение все пак Силва най-накрая прави своя дебют, влизайки като резерва на мястото на Мат Дън, при загубата с 1:0 от Хъл Сити. На 27 март 2013 е преотстъпен на Дегнам&Редбридж Англия. През юни 2013 напуска Барнзли. На 17 декември 2013 той подписа договор с ЦСКА за срок от 6 месеца, след успешни едномесечни проби. Прави официалния си дебют на 25 февруари 2014, влизайки като резерва при гостуването на Черноморец Бургас, като отбелязва първото попадение в мача, за победата на ЦСКА с 2:1. На 25 октомври 2014 отбелязва гол при победата над вечния враг Левски в дерби завършило 3:0 за ЦСКА. Играе за ЦСКА до 2015, след което подписва със Шанлиурфаспор Турция. От 2016 е футболист на Униао Мадейра Португалия. От 9 септември 2016 играе за Левадиакос Гърция. През 2018 подписва с Мамелоди Съндаунс ЮАР. В началото на 2019 преминава в тима на Ал Итихад Египет, а на 30 юли 2019 преминава в редиците на Астра Джурджу Румъния. На 17 февруари 2020 подписва с Тараз Казахстан. На 18 февруари 2021 се присъединява към Тобол Казахстан. 
Записва 5 мача за националния тим на Португалия до 17 години и 2 мача за този до 18 години. След това избира да играе за националния тим на Гвинея-Бисау и прави дебют на 4 юни 2016 при победата над Замбия с 3:2 като отбелязва гол. Изиграва общо 7 мача с 1 гол за тима на Гвинея-Бисау.